# 安徳公主
安徳公主（あんとくこうしゅ、生没年不詳）は、北魏および東魏の公主。

## 生涯
父は北魏の清河王元懌。東魏の孝静帝元善見のおばにあたる。
従兄弟である孝武帝は、彼女を情婦とした。孝武帝は他にも元蒺藜と元明月の従姉妹2人を情婦とし、4人はたびたび乱交した。
孝武帝は永熙3年（534年）に洛陽を出奔して長安の宇文泰に迎えられたが、元明月のみを伴い、他の2人は置き去りにした。元蒺藜は絶望して自殺した。
安徳公主はその後、東魏・北斉の時代まで生きたが、北斉の宮廷において群臣の眼前で、文宣帝と胡人によって公開凌辱された。同時に文宣帝の兄の未亡人で元氏の公主であった文襄敬皇后も輪姦され、その他の高氏の女性も乱交させられた。

## 典拠
- 『北斉書』巻9 列伝第1
- 『北史』巻14 列伝第2 后妃下